# Finn Thorsen
Finn Thorsen (ur. 10 marca 1940 w Hamar) – norweski piłkarz występujący na pozycji obrońcy. Trener piłkarski. Łyżwiarz szybki.

## Kariera piłkarska

### Kariera klubowa
Thorsen karierę rozpoczynał w drugoligowym zespole Hamarkameratene. W 1963 roku został graczem pierwszoligowego Skeid. W sezonach 1963 oraz 1965 wywalczył z nim Puchar Norwegii, a w sezonie 1966 mistrzostwo Norwegii. W 1969 roku wrócił do Hamarkameratene. W sezonie 1969 awansował z nim z drugiej ligi do pierwszej. W 1973 roku zakończył karierę.

### Kariera reprezentacyjna
W reprezentacji Norwegii Thorsen zadebiutował 16 września 1962 w wygranym 2:1 meczu Mistrzostw Nordyckich ze Szwecją. W latach 1962–1971 w drużynie narodowej rozegrał 48 spotkań.

## Kariera łyżwiarska
Obok piłki nożnej, Thorsen uprawiał łyżwiarstwo szybkie. W 1959 roku jako zawodnik Hamar IL został mistrzem Norwegii w kategorii juniorów. W 1962 roku zajął 18. miejsce w Mistrzostwach Europy w Łyżwiarstwie Szybkim w Wieloboju. W 1963 roku zakończył karierę.

### Rekordy życiowe
| Dystans | Czas    | Data        | Rok  | Miejsce          |
| ------- | ------- | ----------- | ---- | ---------------- |
| 500 m   | 42,7    | 19 stycznia | 1963 | Hamar stadion    |
| 1000 m  | 1.33,0  | 15 lutego   | 1961 | Lillehammer      |
| 1500 m  | 2.15,1  | 13 stycznia | 1963 | Tønsberg         |
| 3000 m  | 4.47,4  | 5 stycznia  | 1963 | Skien            |
| 5000 m  | 8.16,6  | 27 stycznia | 1962 | Göteborg, Ullevi |
| 10000 m | 17.01,5 | 28 stycznia | 1962 | Göteborg, Ullevi |